# USS LST-176
O USS LST-176 foi um navio de guerra norte-americano da classe LST que operou durante a Segunda Guerra Mundial.